# Ranunculus arcticus
Ranunculus arcticus (Жовтець арктичний) — вид трав'янистих рослин родини Жовтецеві (Ranunculaceae), поширений на півночі Північної Америки, в арктичній Європі й арктичній Росії.

## Таксономічні примітки
R. arcticus — поліморфний вид і може складатися з декількох впізнаваних таксонів як в Євразії так Північній Америці. Назва R. pedatifidus часто застосовується для арктичних рослин, але помилково. Арктичні й північні рослини пов'язані, але не однакові. R. arcticus відрізняється від R. pedatifidus тим, що плодолистики голі або коротко-запушені, стеблові листки складаються з цілих сегментів, основи стебел не мають лусок, і, ймовірно, на рівні плоїдності.
R. arcticus буває, принаймні, двох плоїдних рівнів: тетраплоїдний і гексаплоїдний. Тетраплоїдні рослини відомі в усьому ареалі, гексаплоїдні ж відомі з Канади та Ґренландії.

## Опис
Це багаторічні поодинокі трави з одним квітковим стеблом або як невеликі купини з кількома квітковими стеблами. Немає столонів. Стебла прості, випростані, до 25 см заввишки чи більше. Листя базальне і на стеблах. Стебла, черешки й листя з рідкісними, білими ворсинками. Листки чергові. Прикореневе листя з довгими піхвами з посиленими жилками, залишаючись жорсткими волокнами навколо основи стебел упродовж кількох років. Черешки 2.5–5(6) cm, у 4–6 разів довші ніж пластини. Пластини (0.9)1.2–3.0(3.5) × (0.9)1.2–3.0(3.5)  см, лопатеві або пальчасті з одним широким центральним сегментом і двома широкими бічними сегментами добре відділеними від центрального сегмента і розділеними на кілька вузькі або лінійні часточки. Стеблові листки сидячі, з вузько лінійними частками.
Квіти Ranunculus і Coptidium мають зелені чашолистки й жовті або білі пелюстки; однак, як видається, чашолистки еволюційно є листочками оцвітини, тобто пелюстками і, як видається, пелюстки є видозміненими тичинками. Надалі, ці два види квіткових листочків позначено як «чашолистки» і «пелюстки». Квітки поодинокі, радіально-симетричні, шириною 1.5–2.2 см, з 5 «чашолистками» і «пелюстками». «Чашолистки» ≈3–5 × 5 мм, яйцюватої або обернено-яйцюватої форми, з щільним покривом темно-коричневих, волохатих волосків. «Пелюстки» 7–10 × 6–10 мм, майже вдвічі довші за чашолистки, субокруглі, яскраво-жовті, з темними жилками, коли сухі. Численні тичинки (>30). Квітколоже більше у висоту ніж ширину, голе або з рідкими темно-коричневими волосками верхівково. Плодолистки численні, вільні. Плоди-горішки, гладкі, з носиком близько 1 мм довжини і прямі або різноманітно вигнуті. Голови горішків круглі або довгасті, 0.5–2 × 0.5–0.8 см.

## Відтворення
Розмноження насінням; вегетативного розмноження немає. Квітки морфологічно пристосовані до запилення комахами. Квіти й плоди регулярні й виробляють численні горішки. Горішки розсіюються тваринами, до хутра яких чіпляються гачкуватими дзьобами.

## Поширення
Північна Америка (Ґренландія, Канада, Аляска — США); Азія (Росія); Європа (Норвегія [вкл. Шпіцберген], Нова Земля, Земля Франца-Йосифа — Росія). У континентальній Норвегії, Швеції й Фінляндії росте в гірських районах.
Населяє схили під обривами пташиних гнізд, середньо сухі степи й луки. Субстрат рівномірно добре дренований, від приблизно нейтральної до основної реакції ґрунту (рН).